# Espieilh
Espieilh är en kommun i departementet Hautes-Pyrénées i regionen Occitanien i sydvästra Frankrike. Kommunen ligger i kantonen Lannemezan som tillhör arrondissementet Bagnères-de-Bigorre. År 2022 hade Espieilh 25 invånare.

## Befolkningsutveckling
Antalet invånare i kommunen Espieilh
| Referens: INSEE |